# Uracentron
Uracentron — рід тропідуридових ящірок, що зустрічаються в лісах на півночі Південної Америки. Він містить лише два види, які є деревними, мають відносно короткий остистий хвіст і в основному харчуються мурахами.

## Види
- Uracentron azureum (Linnaeus, 1758)
- Uracentron flaviceps (Guichenot, 1855)